# Cocoa Branch
Cocoa Branch är ett vattendrag i Belize. Det ligger i distriktet Stann Creek, i den centrala delen av landet, 50 km sydost om huvudstaden Belmopan.